# Албанская кухня
Албанская кухня (алб. Kuzhina shqiptare) — национальная кухня албанцев, распространена в Албании и Косове. Является средиземноморской, сформировавшейся под влиянием многих кухонь, в том числе итальянской и турецкой. Многие албанские кулинарные термины имеют турецкое, славянское и итальянское происхождение. Сильно повлиял на местную кухню ислам — много албанцев перешло в него из православия и католицизма после завоевания Османской империей в XVI веке.

## Описание
Албанская кухня характеризуется использованием специй, таких как чёрный перец и средиземноморских трав: душица, мята, базилик, розмарин, которые используются в приготовлении мяса и рыбы, но также иногда используется красный перец и чеснок.
Овощи используются почти в любой трапезе. Обычно все овощи выращивают в средиземноморских регионах страны и продают их на местных рынках, местные жители обычно покупают свежие овощи на рынках утром, но рынки работают весь день.
Основная трапеза албанцев — обед, который обычно состоит из геле (алб. gjellë) которое является главным блюдом и готовится с различными овощами, и салата из свежих овощей таких как томаты, огурцы, зелёный перец, и маслины. Салат заправляется солью, оливковым маслом, уксусом и/или лимонным соком. К столу подают небольшие закуски — мезе. Популярны закуски из баклажанов.
Мясо широко используется в блюдах, в частности используются кишечник и голова, которые считаются деликатесом. Молочные продукты являются неотъемлемой частью кухни, как правило сопровождаются хлебом и алкогольными напитками такими как ракия. Морепродукты в основном распространены в прибрежных районах и таких городах страны, как Дуррес, Влёра, Шкодер, Лежа и Саранда.
Белый пшеничный (алб. bukë gruri) или кукурузный (алб. bukë misri) хлеб имеет важное значение в албанской культуре, в частности, фраза, которую часто переводят с албанского как «идти есть» звучит как «идти есть хлеб» (алб. për të ngrënë bukë). На албанском столе обычно присутствует хлеб, сыр (в частности, фета), йогурт «кос» из овечьего или коровьего молока и макаронные изделия. Макароны подают как в составе других блюд, так и в качестве закуски. Популярная закуска «каннеллони по-тоскански» представляет собой запечённые макароны большого диаметра, начинённые телятиной. Другое известное блюдо — бурек с сыром и яйцом.
С оттоманских времён в албанскую кухню вошёл рис (из которого готовят плов и другие блюда), а также турецкие сладости.
Пищу часто принимают все члены большой семьи, поэтому для её приготовления используется крупная посуда: чаны, котлы и так далее.

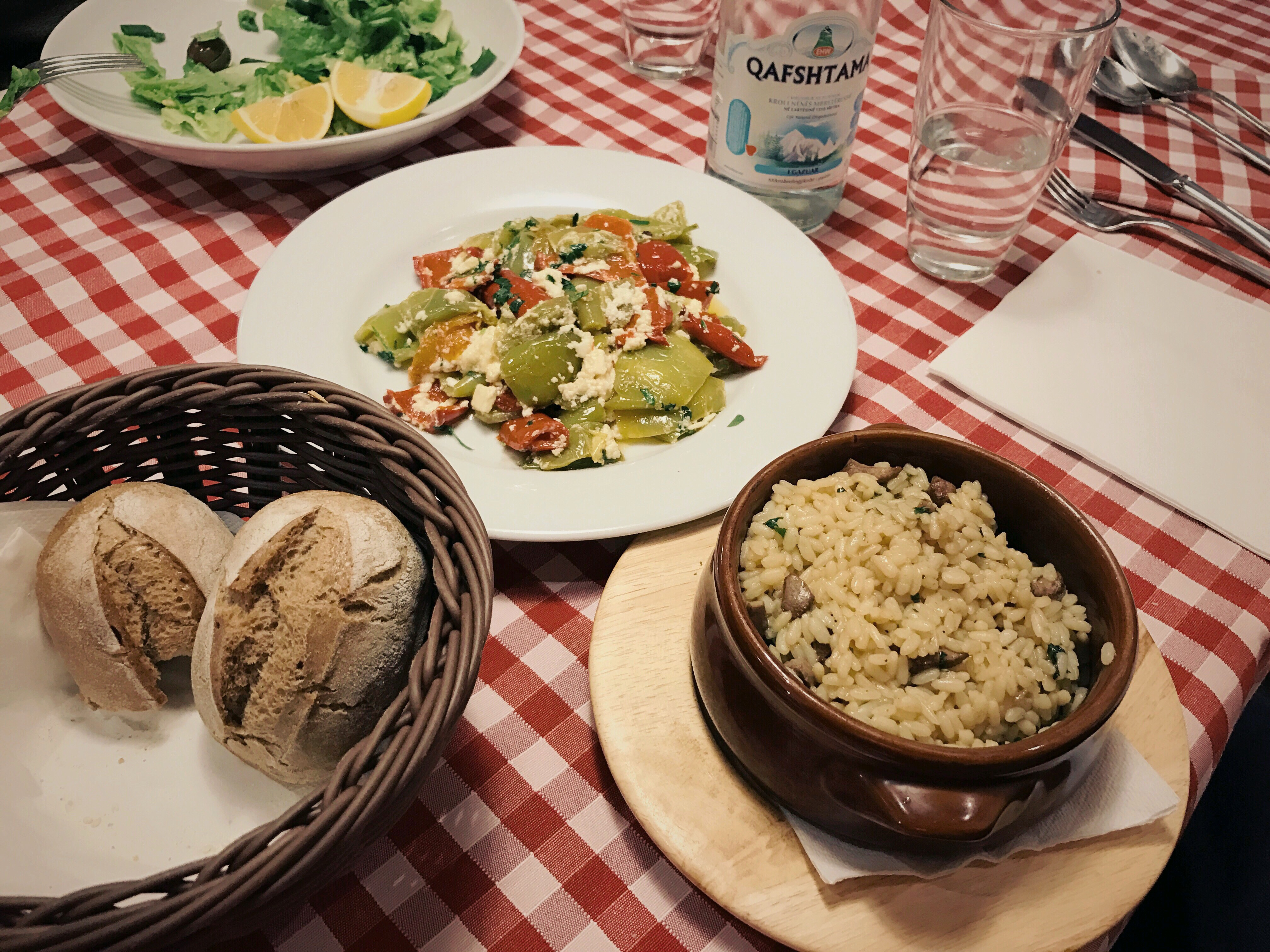
Албанская трапеза
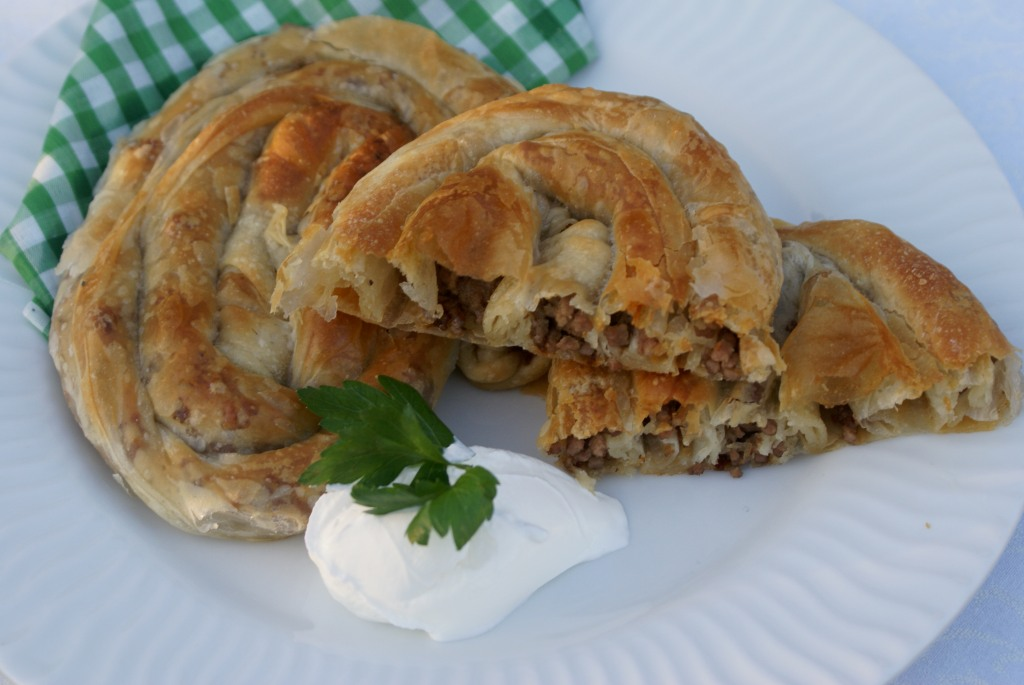
Албанский бурек
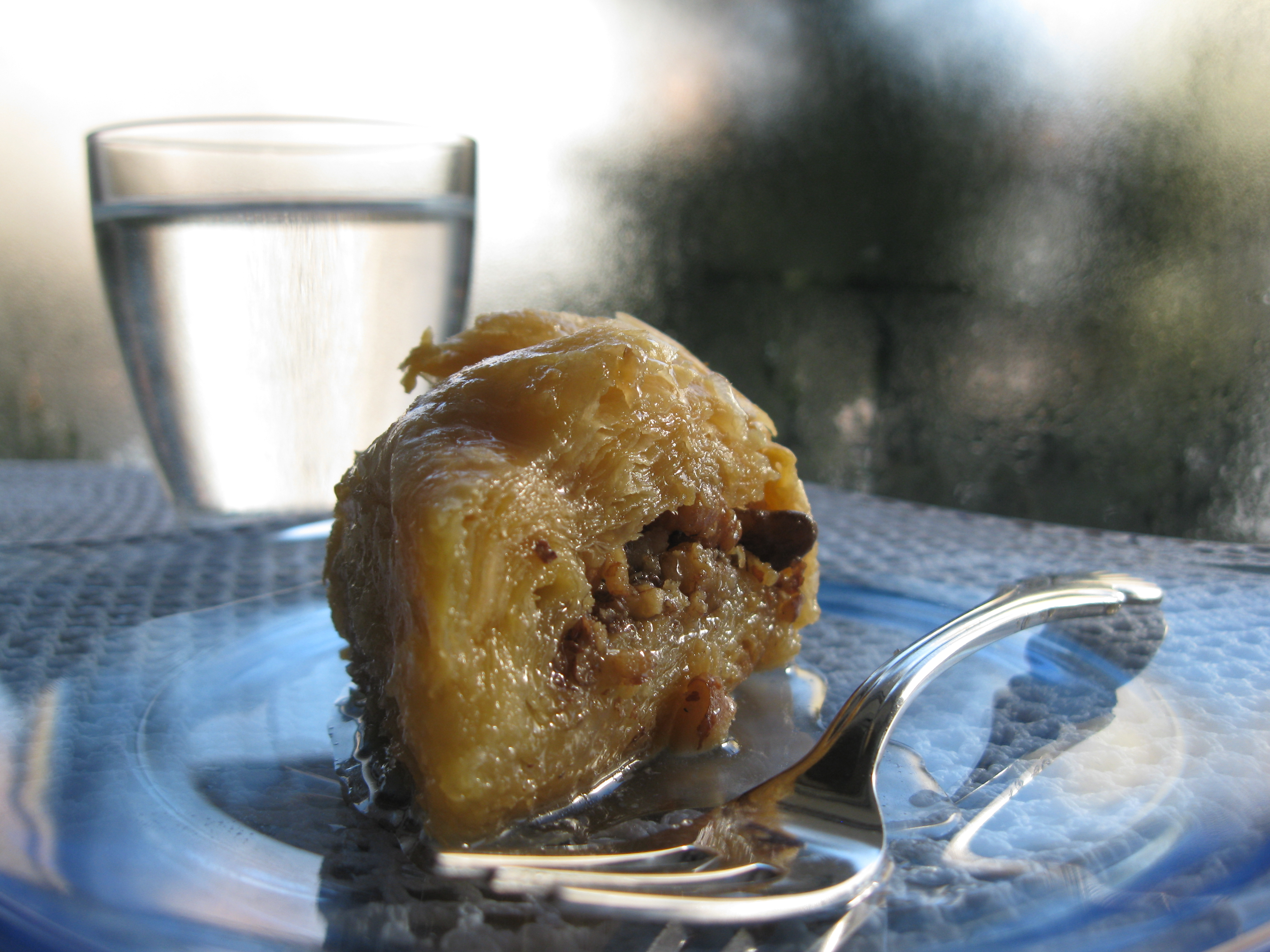
Пахлава по-косовски
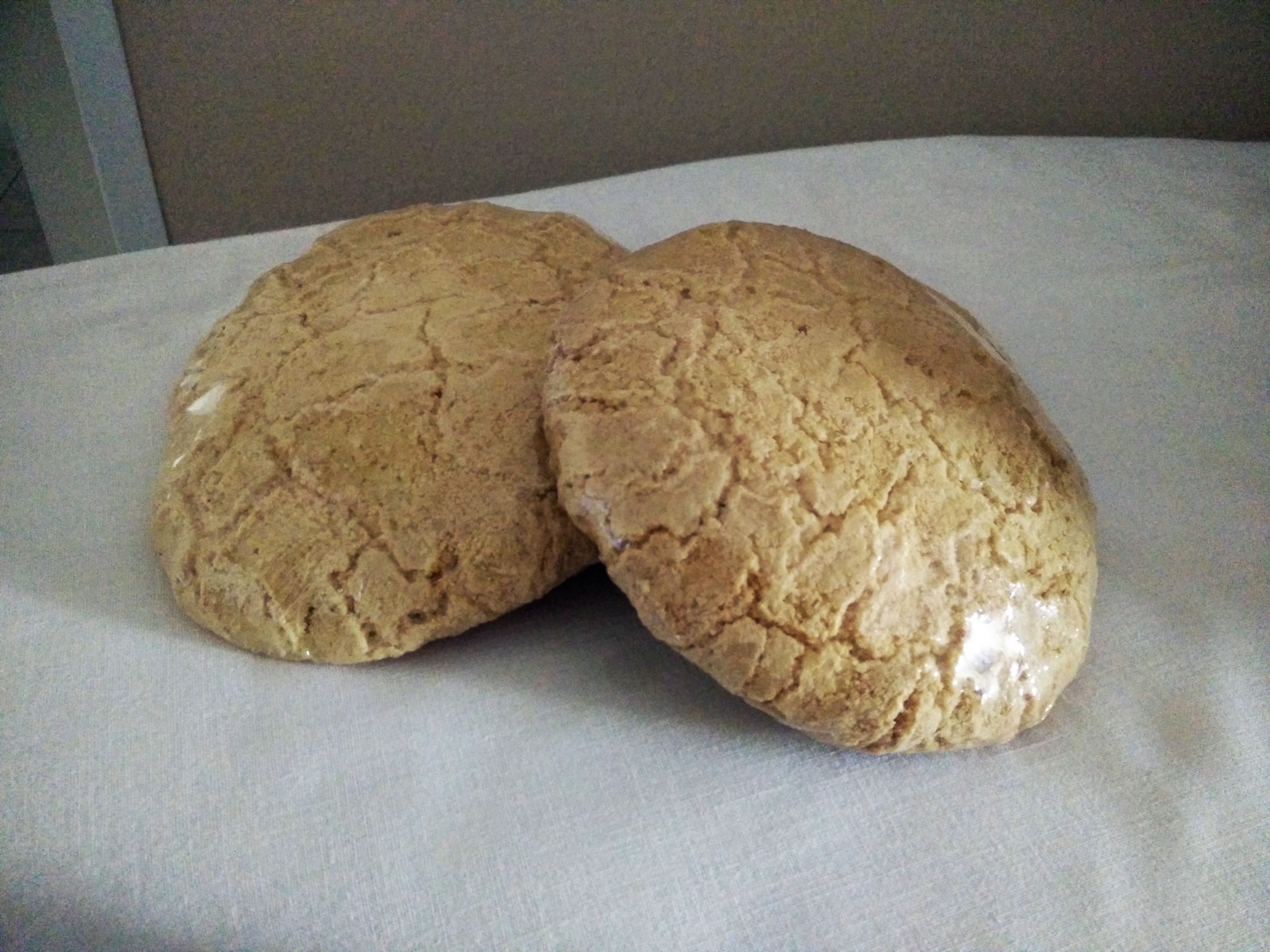
Печенье балокумья